# Toller Fratrum
Toller Fratrum – wieś w Anglii, w hrabstwie Dorset, w dystrykcie (unitary authority) Dorset. Leży 15 km na północny zachód od miasta Dorchester i 191 km na południowy zachód od Londynu.